# Exocentrus tristis
Exocentrus tristis là một loài bọ cánh cứng trong họ Cerambycidae.